# Río Alcalá
Río Alcalá är ett vattendrag i Spanien.   Det ligger i provinsen Provincia de Teruel och regionen Aragonien, i den östra delen av landet, 250 km öster om huvudstaden Madrid.